# Championnat des Émirats arabes unis de football 1973-1974
Navigation
Saison suivante
La saison 1973-1974 du Championnat des Émirats arabes unis de football est la toute première édition du championnat national de première division aux Émirats arabes unis. Après une première phase disputée en régions, les trois vainqueurs des poules régionales s'affrontent en phase finale, organisée sous forme d'une poule unique où les équipes se rencontrent une seule fois. Cette édition, qui était au départ un "test" de la part de la fédération dans sa volonté de créer une compétition au niveau national, va être poursuivie la saison prochaine, avec une poule unique de six équipes.
C'est le club d'Al-Orouba qui remporte cette première édition, après avoir battu Oman Club et tenu en échec Al Ahly Dubaï. C'est donc le tout premier titre de champion des Émirats arabes unis de l'histoire du club.

## Les clubs participants
| - Al-Orouba - Oman Club - Al Ahly Dubaï |

## Compétition

### Classement
Le classement est établi sur le barème de points classique (victoire à 2 points, match nul à 1, défaite à 0).
| Rang | Équipe        | Pts | J | G | N | P | Bp | Bc | Diff |  | Résultats (▼ dom., ► ext.) | Al-O | Al-A | Oman |
| ---- | ------------- | --- | - | - | - | - | -- | -- | ---- |  | -------------------------- | ---- | ---- | ---- |
| 1    | Al-Orouba     | 3   | 2 | 1 | 1 | 0 | 4  | 1  | +3   |  | Al-Orouba                  |      | 0-0  | 4-1  |
| 2    | Al Ahly Dubaï | 2   | 2 | 0 | 2 | 0 | 0  | 0  | 0    |  | Al Ahly Dubaï              |      |      | 0-0  |
| 3    | Oman Club     | 1   | 2 | 0 | 1 | 1 | 1  | 4  | -3   |  | Oman Club                  |      |      |      |

## Bilan de la saison
| Championnat des Émirats arabes unis de football 1973-1974 |                       |
| Champion                                                  | Al-Orouba (1er titre) |
| Coupes et trophées                                        |                       |
| Vainqueur de la Coupe des Émirats arabes unis 1973-1974   | Non disputée          |
| Promotions et relégations                                 |                       |
| Promus en UAE Football League                             | Al Nasr Dubaï         |
| Promus en UAE Football League                             | Al Wasl Dubaï         |
| Promus en UAE Football League                             | Al-Wahda Club         |
| Relégués en UAE Football League 2                         | Aucun                 |